# Gertjon Corona
La Gertjon Corona è una struttura geologica della superficie di Venere.